# Drifthastighet

Drifthastighet och slumpvandring, där elektrorna sprids av atomer, enligt Drudes klassiska modell).

Strömmen i tråden i Coulomb per sekund är drifthastighet gånger laddningstäthet per längdenhet.

Drifthastighet är en medelhastighet som ofta används i situationer där många partiklar har mycket högre hastigheter i slumpmässiga riktningar. Ett exempel är i luft, där vindhastighet motsvarar drifthastighet, medan molekylernas hastigheter är mycket större. Begreppet används mest i samband med elektrisk ledning och Ohms lag.

## Elektroners drifthastighet
Ohms lag kan formuleras som 
{\displaystyle J=\sigma E\,,}
där strömtäthet {\displaystyle J} i A/m²  är proportionell mot elektrisk fältstyrka {\displaystyle E} i V/m genom elektrisk ledningsförmåga {\displaystyle \sigma } i ({\displaystyle \Omega }·m)−1. Alternativt kan strömtätheten formuleras som 
{\displaystyle J=n{\bar {v}}e,}
där {\displaystyle {\bar {v}}} är elektronernas drifthastighet, {\displaystyle n} elektronkoncentrationen och {\displaystyle e} elektronernas laddning.
Genom att kombinera ovanstående samband, fås elektronernas drifthastighet som 
{\displaystyle {\bar {v}}={\frac {\sigma }{ne}}E=\mu E,}
där {\displaystyle \mu } är elektronmobiliteten.

## Mobilitet
Mobiliteten är ett mått på hur lätt laddningsbärare kan röra sig i material. I vakuum accelererar elektroner obegränsat i ett elektriskt fält, men i material uppnås en konstant drifthastighet bland annat eftersom elektronerna kolliderar med atomer. Detta kan uttryckas med en relaxationstid {\displaystyle \tau }. Förloppet beskrivs så att elektronerna accelereras under en karakteristisk tid {\displaystyle \tau } med en acceleration {\displaystyle a} i fältets riktning, men att de sedan relaxerar (till exempel genom kollisioner) till en termisk hastighetsfördelning i slumpvisa riktningar. Ett uttryck för drifthastigheten blir därmed
{\displaystyle {\bar {v}}=a\tau ={\frac {e\tau }{m_{e}}}E.}
Relaxationstiden är kort, vanligtvis av storleksordning 10−13 s. Den kan teoretiskt bestämmas ur ledningsförmågan σ:
{\displaystyle \tau ={\frac {m_{e}\sigma }{ne^{2}}}}
Man kan mäta drifthastighet med Halleffekt.